# Országkockázat
Az országkockázat megjelöli az egyes országokkal vonatkozásában a külgazdasági kapcsolatokban – mint pl. az exportban vagy a hitelezési intézetek pénzügyi tevékenységében – megjelenő speciális kockázati tényezőket, amelyek a külföldi szerződő felekkel szembeni követelések behajtásában, illetve a tőkebefektetések és az elvárt nyereség elvesztésében jelentkeznek. Megjelenési formája a szerződésekben az úgynevezett országkockázati felár, amelyet a hitelezett ország kénytelen kifizetni az egyébként szokásos kamaton felül a hitelezőnek, illetve az állampapír jelenlegi tulajdonosa a vevőjének.
Egy országot a válságos helyzete arra kényszerítheti, hogy az állam saját szerződött kamat- és törlesztőrészletének megfizetését, vagy az ottani hitel-adósét egészben, vagy részben elmulassza. Ez magába foglalja az értékpapírokhoz és derivátumokhoz kötődő szerződéses kötelezettségek hiányos teljesítését. Az ilyen lépés jelentősen növeli az adott ország kockázati besorolását.

## Általános jellemzői
Mint minden a hitelezéssel kapcsolatos kockázatnál (fizetési elmaradás, tőke elvesztése), az egyes kritériumok, melyeket a hitelező szubjektíve kockázati tényezőként ismer fel, az országkockázatnál is különfélék. Mind a kritériumok kiválasztása, mind azok súlyának megítélése különböző lehet az egyes hitelezőknél. Mégis megtalálhatóak ebben közös jegyek, melyeket a következőkben mutatunk be.

## Az országkockázat fogalma
Itt két különböző fogalom közt kell különbséget tenni: az eredeti országkockázat (az állam a közvetlen hitel-adós) és a származékos (derivált) országkockázat (az állam területén lévő jogalanyok hiteladóssága). A megkülönböztetés jelentős, mert az eredeti országkockázat negatív korrelációban áll az adott országon belüli hitelfelvevőkhöz kapcsolódó, származékos országkockázattal.
A fogalom globális definíciójából kiindulva, mint amilyet például a Nemzetközi Fizetések Bankja (BIS) alkalmaz, el lehet jutni egyre kisebb elvonatkoztatással egy használható fogalomhoz. A BIS szerint az országkockázat a következőre vonatkozik: „arra a lehetőségre, hogy a szuverén (, az állam mint) hiteladós vagy nincs abban a helyzetben, vagy nem kész arra, hogy teljesítse adósi kötelezettségeit, és hogy az egyéb hitelfelevők – a szokásos hitelezési kockázattól eltérő okokból – sincsenek ebben a helyzetben”.
A Deutsche Bank szerint az országkockázat „az a kockázat mely abból tevődik össze, hogy egy tetszőleges országban veszteség keletkezik úgy, hogy ott politikai vagy társadalmi nyugtalanságok, államosítások és kisajátítások vannak, a küladósságok állami elismerése hiányzik, vagy deviza-ellenőrzés van, illetve az ország fizetőeszközét leértékelték”. Minden definícióban közös, hogy az országkockázatba csak azok a kockázati elemeket kell belefoglalni, melyek nem speciálisan egy adott külföldi hitelfelvevőhöz kötődnek, hanem általában annak az országnak a politikai-gazdasági helyzetéből adódnak, melyben a hitelfelvevő székhelye van.

### Az eredeti országkockázat
Ebből a meghatározásból az országkockázatnak a gazdasági, a politikai és a transzferek leállítására vonatkozó komponense származtatható le. A hitelezők között széles egyetértés van abban, hogy itt elsősorban csak az állam idegen fizetőeszközökben, nem pedig a sajátját fizetőeszközében keletkezett kötelezettségeit kell figyelembe venni. Ennek a nézetnek az a meggondolás adja az alapját, hogy egy állam a saját fizetőeszköze tömegét a pénzteremtés révén „csaknem a végtelenségig“ képes növelni, míg tartalékai idegen fizetőeszközökben korlátozottak.
Az országkockázatnál azután ott van még a veszély, hogy egy állam a külföld felé kötelezettségeinek képtelen eleget tenni, mert vagy a kormány, vagy a jegybank
(a) vagy nincs abban a gazdasági helyzetben (gazdasági kockázat) vagy nem akarja (politikai kockázat) a visszafizetéshez szükséges devizákat beszerezni, illetve a devizatartalékaihoz nem nyúl hozzá (Transzfer-stop kockázat) vagy
(b) az állam népgazdasági és/vagy politikai helyzete annyira erősen megromlott, hogy ő
- nem jut idegen pénzeszközökben nyújtott hitelekhez a nemzetközi hitelpiacokon és/vagy
- a hazai fizetőeszköz oly drasztikus árfolyamesése következett be, ami az államot akadályozza a kellő mennyiségű belföldi pénzmennyiség előteremtésében, mellyel meg tudná vásárolni a szükséges tömegű külföldi pénzt.

### Származékos országkockázat
Ha nem maga az állam a közvetlen adós, hanem egy hitelfelvevő ebből az államból, akkor a definíciót még egy kétdimenziós változóval ki kell egészíteni. Oka: a múlt tapasztalatai azt mutatják, hogy egy a bonitás szempontjából kifogástalan hiteladóst a bonitás szempontjából kifogásolható állam kormányzata, vagy jegybankja akadályozza adósságának visszafizetésében (negatív korreláció). Mindebből az országkockázat következő fogalmára juthatunk.
Az országkockázat az a kockázat, melynek tartalma: egy adós nem tudja teljesíteni külföldi pénzbeni adósságából származó kötelezettségeit, mert
(a) a kormányzat vagy az ország jegybankja nem képes (gazdasági kockázat) vagy nem akarja (politikai kockázat) előteremteni a visszafizetéshez szükséges devizát vagy az adósnak nem szabad a kéznél lévő devizát a visszafizetésre fordítani (transzfer kockázat) vagy
(b) a gazdasági és/vagy politikai helyzet az országban olyan kiugró mértékben romlott, hogy
- bár az adósnak kielégítő bonitása van, de ennek ellenére nem kap a nemzetközi hitelpiacokon hitelt és/vagy
- olyan drámai árfolyamesést mutat a hazai fizetőeszköz, mely az állam hiteladósainak jelentős részét meggátolja a külföldi fizetőeszköz beszerzéséhez szükséges mennyiségű hazai pénz előteremtésében.

Egy további lépés során most be kell vonnunk azokat a követeléseket, melyek az ország pénzében teljesítendők, mert ezek is ki lehetnek téve mind politikai mind transzfer kockázatnak.

## Az országkockázat elemzése és az országok besorolása (rating)
Az országkockázat elemzés  egy meghatározott államon belüli pénzberuházás kockázatának elemzése, mely az ország besorolásával (rating: egy adott skálán a hely megállapítása, az ország minősítése a meghatározott hitelkockázat szerint) záródik. Itt egy előrejelzési rendszerről van szó, mely egy meghatározott külpiacon jelentkező azon esélyeket és kockázatokat vizsgálja meg, melyek az adott ország politikai helyzetéből, a gazdasági – jogi környezetéből, valamint az előrelátható vagy várt jövőbeli fejleményekből adódnak. Ezt az elemzést nemzetközi rating-ügynökségek, nemzetközi hitelintézetek, export-hitelek biztosítói és más speciális szervezetek végzik el.

### Célja
Az országkockázat elemzése azt a célt tűzi maga elé, hogy átláthatóvá tegye egy külföldön eszközölt beruházás, egy hitelnyújtás vagy export-finanszírozás sikertelenségének a valószínűségét. A sikertelenség alapja az a visszafizetési kockázat, mely összefügg egy adott állam fizetőképességével és fizetési hajlandóságával. Így technikáját tekintve az elemzés úgy szerveződik, mint egy hitelfelvevő bonitásának analízise, de ezen túl még további feltételeket is figyelembe kell vennie, melyek tipikusak az állami szint bonitásának megállapításakor. Mindez végül egy ország-besorolásba torkollik, ennek célja az országokat osztályozva őket egy rangsorba sorolni (rating), mely egy adott rendezésen belüli összehasonlítást szolgál.
Az elemzést meg kell előzze azon kockázat-releváns, állam-specifikus kritériumok kidolgozásának, amelyek az országkockázat megítélésében tipikusak és fontosak.

### Az országkockázat elemzése
Minthogy az országkockázat nem objektíve rögzíthető érték és közvetlenül meg nem figyelhető, ezért keresni kell stabil kapcsolatokat a megfigyelhető kockázati források és reprezentatív értékek között. Eközben minőségi (politikai helyzet) és mennyiségi kockázati faktorok (népgazdasági adottságok) közt kell különbséget tenni. Előbb egy visszatekintő megfigyelést követel meg az országkockázat elemzése, mely megkísérli felderíteni a kockázati okokat és feltárja az ok-okozati kapcsolatokat. Ezután levezeti a prognózist igénylő hatástényezőket és meghatározza a prognózishoz szükséges mutatókat, hogy így a következő lépésben eljusson egy az okokat figyelembe vevő, jövő-orientált kockázati megítéléshez.
Ezek hátterében bizonyos politikai információk és minden egyes állam népgazdasági alapadatai értelmezhető és reprezentatív mutatószámokban nyernek összefoglalást, melyeket ezután egy összehasonlító értékkel (benchmark) vetnek egybe. A minősítő (rating) ügynökségek mellett nemzetközi bankok és különösen három vállalkozás, mely (nem kormányközeli szervezet) ezeket a mutatószámokat egy minősítéssé vagy indexszé tömörítik.
- Világszerte két index nyert elismerést, a BERI-index (Business Environment Risk Index = az üzleti környezeti kockázat indexe) és a Peren-Clement-index. Az üzleti gyakorlatban a Peren-Clement-index használatosabb, mert a Beri-indextől eltérően ez a döntésben szignifikáns knock-out-változókat explicite figyelembe veszi.
- 1979 óta az „Institutional Investor“ jelentet meg országbesorolást, mely az államokat kontinensenként fogja össze.[4]

Minden ország összehasonlítható egymás közötti sorrendiségben, ugyanígy összehasonlíthatók a mutatószámok az ő történeti fejlődésükben.

### Az országok minősítésének kritériumai
A megvizsgált külpiacok értékelésébe meghatározó jegyek kapnak szerepet, melyek az ottani vállalkozói tevékenységre vonatkozólag három csoportba sorolhatók

#### Szabadságfok
- A külföldi invesztíciókra vonatkozó korlátozások
- A gazdasági rendben lévő szabadság
- A belföldi tőkepiacok hozzáférhetősége külföldiek részéről
- A tőke-transzferre vonatkozó rendelkezések liberális volta
- A részesedések előfeltételei
- A külföldi munkaerő számára nyújtott foglalkoztatás kínálata
- Az ország jogbiztonsága
- Export – lehetőségek
- Import – lehetőségek

#### Alapvető előfeltételezések
- Munkahelyi klíma, szociális béke
- Közlekedési, kommunikációs rendszer
- Márka- és termékvédelem
- A fejenkénti GDP, adott esetben az ágazat-specifikus piaci volumen
- A politikai rendszer stabilitása (beleértve a belső és külső konfliktusok veszélyét)
- Energia-ellátottság
- Környezetvédelmi szabályok
- Az állam mint gazdasági partner

#### Népgazdasági keretfeltételek a fejlődési tendenciájukkal együtt
- Infláció az elmúlt két évben, években
- A fizetési mérleg által mutatott tendenciák (beleértve a nemzetközi fizetőképességet)
- Gazdasági növekedés az elmúlt öt év során és növekedési prognózisok
- Az olaj- és energia-importtól származó megterhelések
- Az ország pénzének átválthatósága

### Jelentősége
Az államok világszerte növekvő mértékű gazdasági és szervezeti összefonódása által az országkockázat alkalmazása és értékelése növekvő jelentőségre tett szert. Különösen a 2007-es pénzügyi válság az ingadozóbbá váló országkockázatra (mint Izland vagy a Harmadik világ egyes államai) gyakorolt hatásaiban mutat rá egy megalapozott és funkció-orientált, a valóságot visszatükröző országkockázat elemzés szükségességére. Ez az eszköz ad tájékozódási segélyt a kérdésben, mely külpiacokon kínálhatók fel kiegészítő vállalkozási tevékenységek, ill. egy már meglévő kibontakozó vállalkozási tevékenység növelendő vagy mérséklendő.

## Országkockázati felár
Az országkockázati felár pótlólagos kamat a hitelekben vagy részvényekben, mely a pótlólagos, a hiteladós országára specifikus kockázatokból adódnak. A hitelező szempontjából ez egy kockázati felár.
Az országkockázati felár nagysága az adott ország stabilitásához és bonitásához igazodik. Ezt minősítések (rating) útján fejezik ki, az ilyen profilú szervezetek dolgozzák ki ezeket. Az ide tartozó legfontosabbak az USA-ban működő Fitch Ratings, Moody’s Investors Service és Standard & Poor’s.
Egyszerűen szólva a felárat megalapozó ország-besorolás megadja annak valószínűségét, hogy egy beruházás veszteségessé válik, ha a beruházó az adott országban invesztál.
Ennek során mind a privát, mind az állami szektort figyelembe veszik. Az index meghatározásához különféle kockázati tényezőket vesznek figyelembe, melyek a gazdaság általános helyzetére, a politikai stabilitásra és a szociális, valamint a nemzetközi helyzetre vonatkoznak.
A felárat pontokban fejezik ki, itt minden 100 pont egy 1%-os kamattöbbletet jelent. Történelmileg tekintve csak ritkán értek el 1500 pontnál magasabbat, az eddigi rekordot Argentína tartja EMBI + országkockázat-mutatóban (ez a fejlődő országokra készül) elért több mint 7000 ponttal.

## Fordítás
- Ez a szócikk részben vagy egészben  a   Länderrisiko című német Wikipédia-szócikk ezen változatának fordításán alapul.  Az eredeti cikk szerkesztőit annak laptörténete sorolja fel. Ez a jelzés csupán a megfogalmazás eredetét és a szerzői jogokat jelzi, nem szolgál a cikkben szereplő információk forrásmegjelöléseként.

## Forrásjegyzék
- Basel Committee on Banking Supervision: "Steuerung des Internationalen Kreditgeschäfts der Banken: Analyse des Länderrisikos sowie Messung und Kontrolle des Länderengagements" (német nyelven) pp. 1, 1982. március. (Hozzáférés: 2011. szeptember 29.)
- Deutsche Bank AG: Geschäftsbericht (Üzleti hírek) (német nyelven), 2007 [2008. szeptember 30-i dátummal az eredetiből archiválva]. (Hozzáférés: 2011. szeptember 29.)
- Krämer-Eis, Helmut. Evaluierung hoheitlicher Länderrisiken (A szuverén országkockázat meghatározása), 27. o. (1997. március 15.)
- Institutional Investor Global Credit Ranking: Country Credit - Global Ranking. [2009. február 22-i dátummal az eredetiből archiválva]. (Hozzáférés: 2011. szeptember 29.)
- Gabler Wirtschaftslexikon (német nyelven). Gabler, 1934. o.. ISBN 3-409-30388-X